# Stadion am Wilschenbruch
Das Stadion am Wilschenbruch war ein Fußballstadion mit 6.000 Plätzen im Stadtteil Wilschenbruch der Hansestadt Lüneburg  in Niedersachsen. Es war eines der ältesten deutschen Fußballstadien. Ab 1905 wurde es vom Fußballclub Lüneburger SK bzw. Lüneburger SK Hansa genutzt.

## Geschichte
Bevor der Verein nach Wilschenbruch übersiedelte, trat die Mannschaft, als Lüneburger Fußball-Klub (L.F.K.), auf dem Exerzierplatz (Sportplatz) vor den Lüner Kasernen und dem Schützenplatz an. Am 16. Februar 1905 wurde den Lüneburger Vereinen die Nutzung des Platzes, zur Schonung des Rasens, entzogen. Eine neue Heimstätte wurde am 22. April 1905 mit dem Sportplatz in Wilschenbrook gefunden. Der Pachtvertrag mit dem Gastwirt Heinrich Sander lief rückwirkend vom 1. Oktober 1904 über ein Jahr und die Pacht betrug 24 Mark pro Jahr. Vier Tage später genehmigte der Bürgervorsteher H. Wolter von der Guts-Administration Wilschenbrook den Pachtvertrag. Die Einweihung des Geländes mit dem Namen L.F.K.-Sportplatz (Wilschenbrook) fand am 20. August 1905 mit einer Leichtathletikveranstaltung statt. Die Herrichtung des Platzes kostet den Verein 300 Mark. Das erste Fußballspiel bestritten die Hausherren des L.F.K. gegen den SC Sperber Hamburg am 3. September 1905. Zwei Wochen später nahm der L.F.K. den Punktspielbetrieb im Wilschenbruch auf.
In der Saison 1951/52 fanden hier die Spiele des damaligen Oberligisten gegen den Hamburger SV, Werder Bremen, Hannover 96, FC St. Pauli und anderen statt. Mehrmals waren Bundesligisten zu Gast im Wilschenbruch. Am 19. August 1992 trafen der Lüneburger SK und der Karlsruher SC (0:3) in der 1. Runde des DFB-Pokals 1992/93 aufeinander. 2004 spielte eine Lüneburg-Auswahl gegen den FC Schalke 04 vor 2.500 Zuschauern. Beim Spiel der 1. Hauptrunde des DFB-Pokals 2008/09 am 10. August 2008 gegen den damals amtierenden deutschen Fußballmeister VfB Stuttgart (0:5) 8.000 Zuschauer ins Stadion.
Der Lüneburger SK musste nach der Regionalliga-Saison 2000/01 Insolvenz anmelden. Das Stadion ging in die Insolvenzmasse ein. Das Insolvenzverfahren konnte 2013 zu einem Ende gebracht werden. Das Stadiongelände wurde zu Bauland und mit dem Erlös die Gläubiger bedient. Der Verein musste zum 31. März 2014, mitten in der Saison, das Gelände räumen. Am 23. März 2014 trat der LSK Hansa zum letzten Mal zu einer Partie in ihrer rund 110 Jahre alten Spielstätte an. Die Begegnung gegen die SV Drochtersen/Assel endete vor rund 1.600 Besuchern mit einem 1:1-Unentschieden. Nach dem Abriss wird auf dem Gelände eine Wohnsiedlung entstehen.

## Bedeutende Spiele (Auswahl)
- 1992 – LSK gegen Karlsruher SC (DFB-Pokal 1. Runde; 0:3)
- 2004 – Lüneburg-Auswahl gegen Schalke 04 (0:6)
- 2008 – LSK gegen VfB Stuttgart (DFB-Pokal 1. Runde; 0:5)
- 2013 – Lupo Martini Wolfsburg gegen SV Eichede (Regionalliga Aufstiegsrunde; 1:1)